# Marathon van Enschede 1971

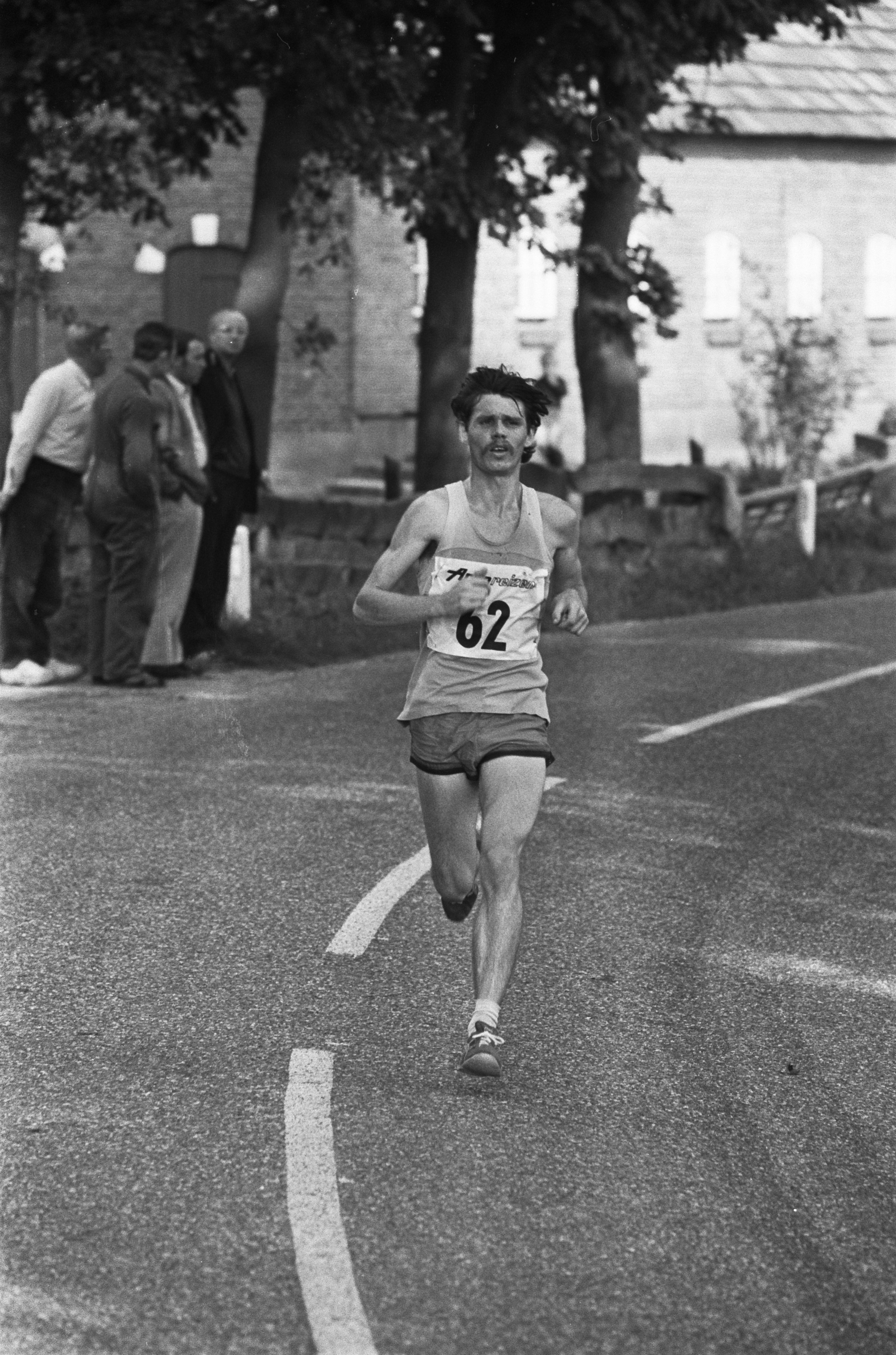
Bernard Allen op weg naar zijn eindoverwinning.

De marathon van Enschede 1971 werd gelopen op zaterdag 4 september 1971. Het was de dertiende editie van deze marathon. De finish was in het Stadion Het Diekman.
De Engelsman Bernard Allen kwam als eerste over de streep in 2:16.54,2. Hij verbeterde hiermee het parcoursrecord, dat sinds 1953 in handen was van zijn landgenoot Jim Peters.
Deze wedstrijd deed tevens dienst als Nederlands kampioenschap marathon. De nationale titel werd gewonnen door Geert Jansen, die met een tijd van 2:25.18 als achtste overall over de finish kwam. Het zilver en brons ging respectievelijk naar Aad Steylen en Wim Hol.
Marathonwedstrijden voor vrouwen bestonden er in die tijd nog niet.

## Uitslag
| rang   | naam                  | land | tijd      |
| ------ | --------------------- | ---- | --------- |
| Goud   | Bernard Allen         | ENG  | 2:16.54,2 |
| Zilver | Eric-John Austin      | ENG  | 2:19.42   |
| Brons  | John Vitale           | USA  | 2:20.16,2 |
| 4      | Phil Hampton          | ENG  | 2:21.38   |
| 5      | Herb Lorenz           | USA  | 2:23.06   |
| 6      | Michal Wojcik         | POL  | 2:24.03   |
| 7      | Giovan-Battista Bassi | ITA  | 2:24.59   |
| 8      | Geert Jansen          | NED  | 2:25.18   |
| 9      | Jeffrey Norman        | ENG  | 2:26.15   |
| 10     | Josef Podmolik        | TCH  | 2:26.23   |
| 11     | Anthony Reavley       | NZL  | 2:28.54   |
| 14     | Kenichi Otsuki        | JPN  | 2:29.06   |
| 20     | Mamo Wolde            | ETH  | 2:31.34   |
| 24     | Aad Steylen           | NED  | 2:32.33   |
| 36     | Wim Hol               | NED  | 2:36.34   |

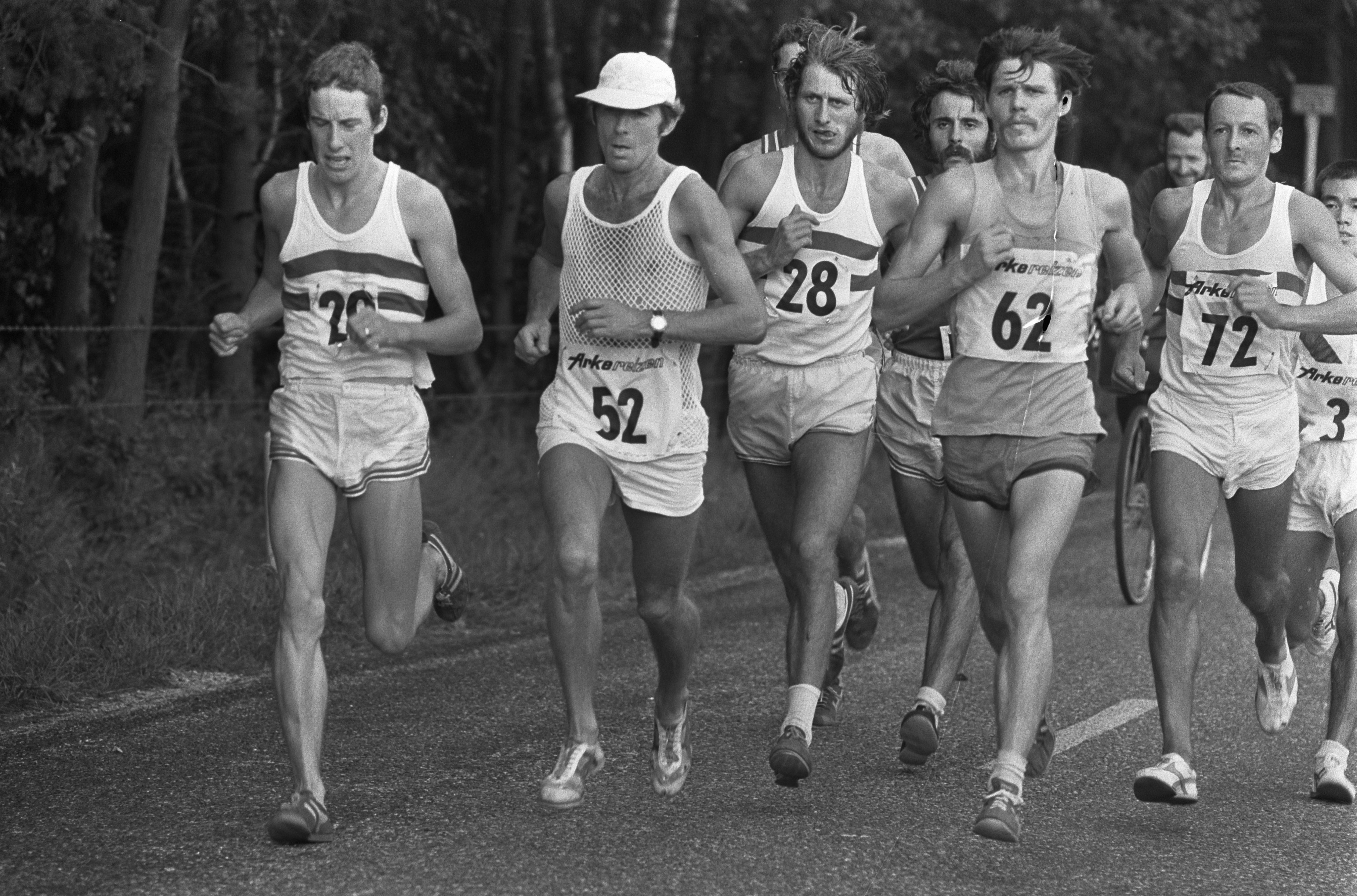
Kopgroep onderweg met Bernard Allen met nummer 62.
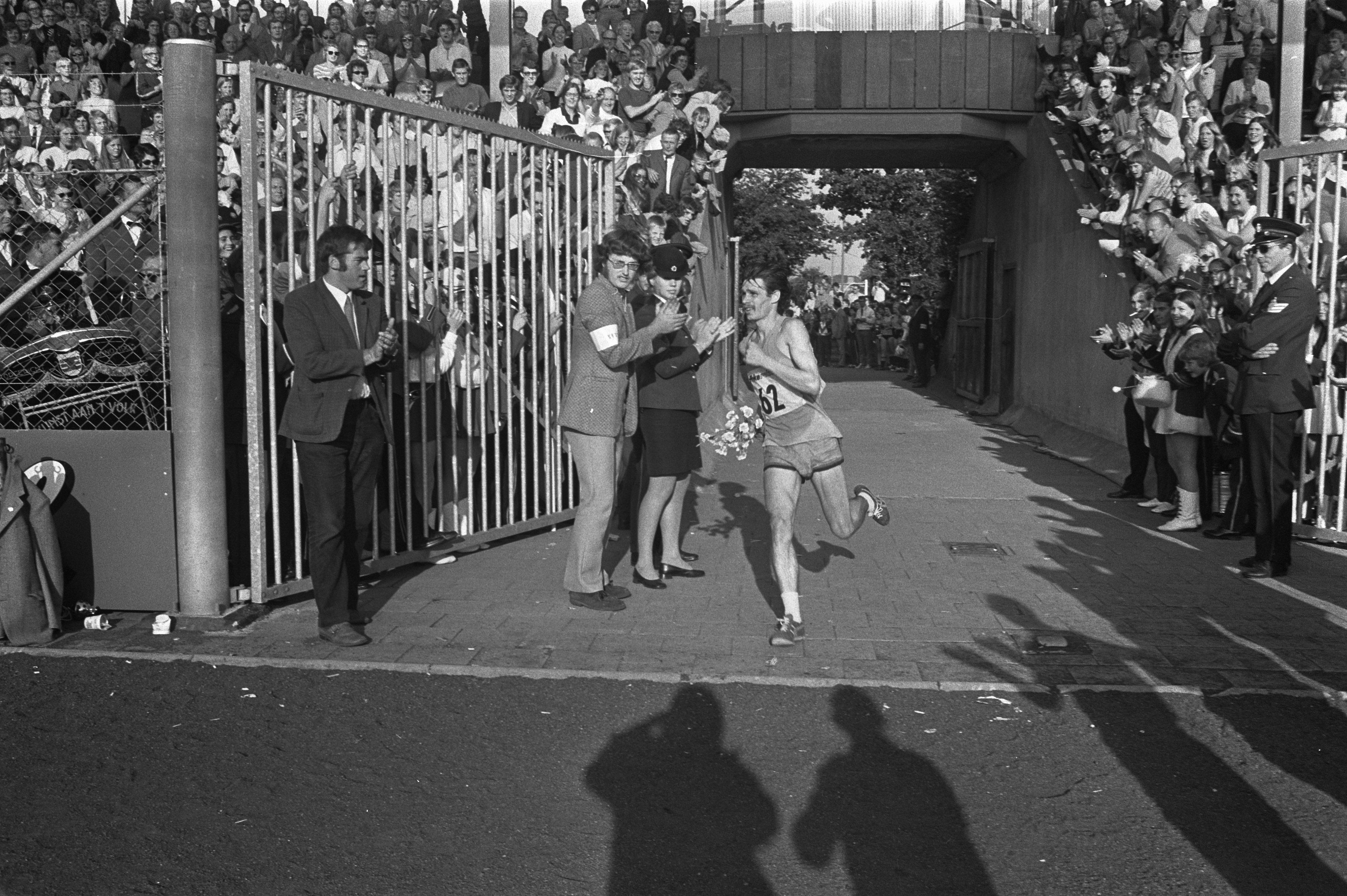
Bernard Allen (62) loopt als eerste het stadion binnen.
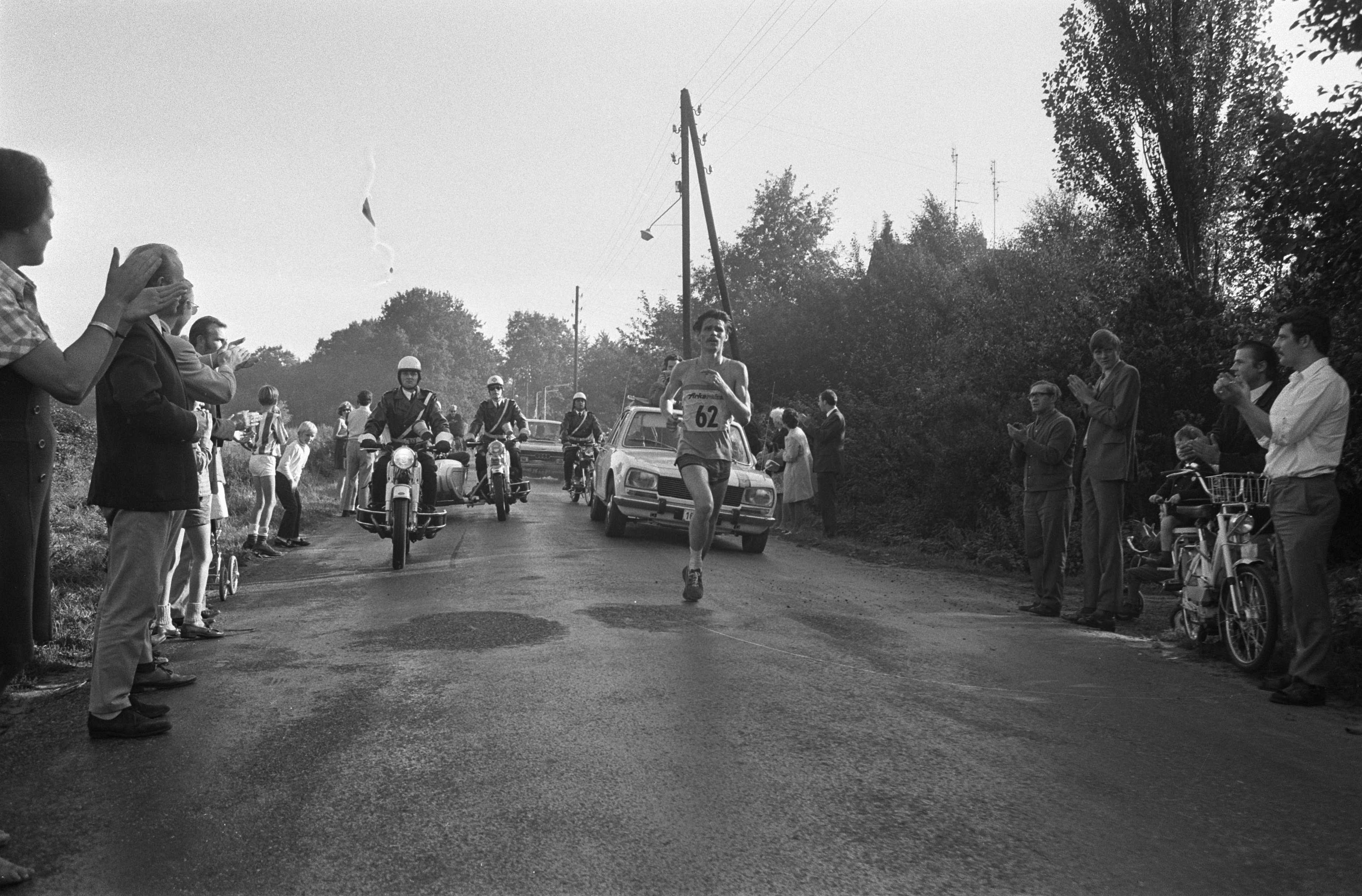
Bernard Allen in actie.
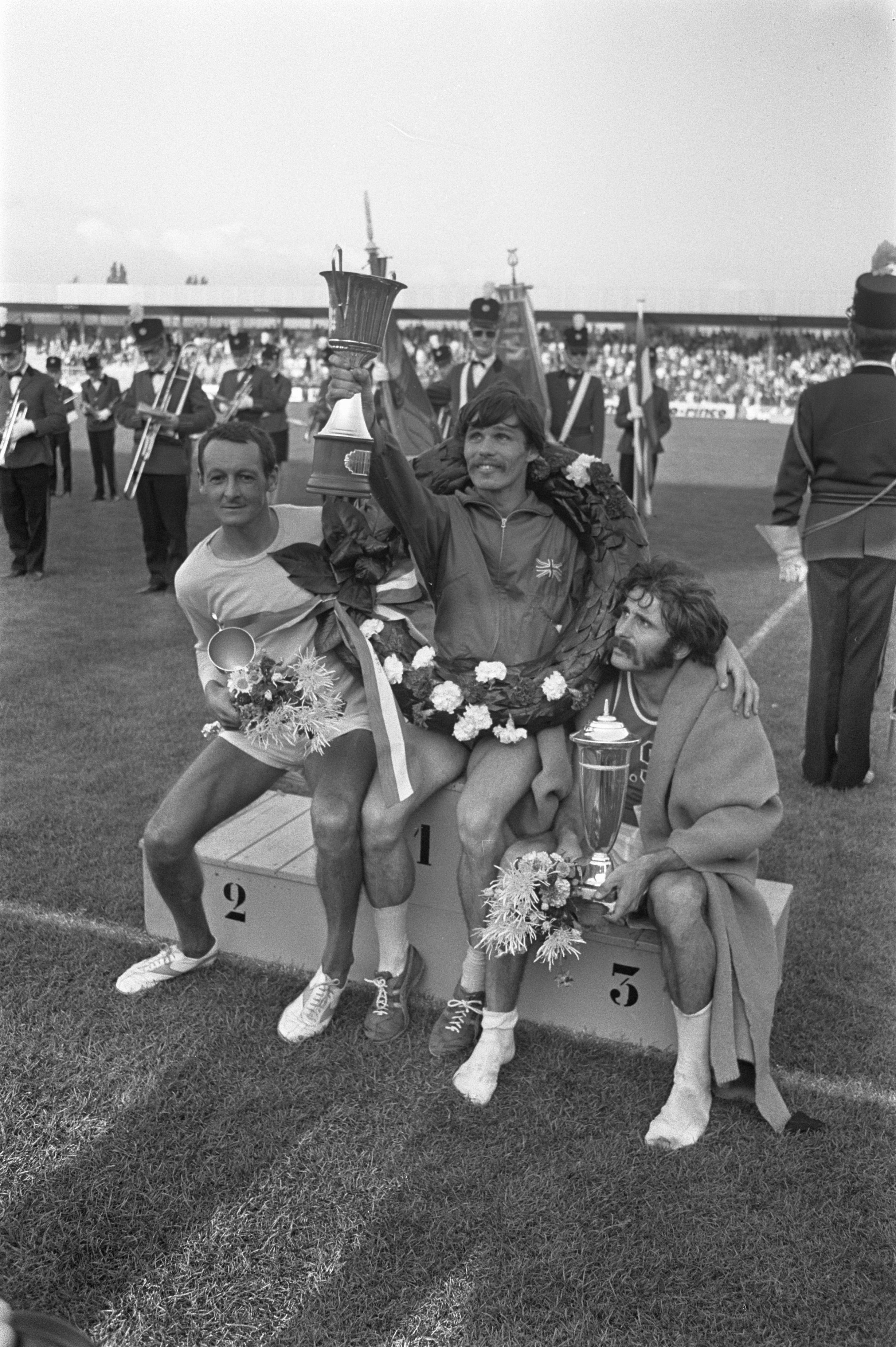
Podium

1947 ·
1949 ·
1951 ·
1953 ·
1955 ·
1957 ·
1959 ·
1961 ·
1963 ·
1965 ·
1967 ·
1969 ·
1971 ·
1973 ·
1975 ·
1977 ·
1979 ·
1981 ·
1983 ·
1985 ·
1987 ·
1989 ·
1991 ·
1992 ·
1993 ·
1994 ·
1995 ·
1996 ·
1997 ·
1998 ·
1999 ·
2000 ·
2001 ·
2002 ·
2003 ·
2004 ·
2005 ·
2006 ·
2007 ·
2008 ·
2009 ·
2010 ·
2011 ·
2012 ·
2013 ·
2014 ·
2015 ·
2016 ·
2017 ·
2018 ·
2019 ·
2020 · 2021 ·
2022 ·
2023 ·
2024 ·
2025